# کابینه جو بایدن
کابینه جو بایدن (انگلیسی: Cabinet of Joe Biden) متشکل از اشخاصی‌ست که کار خود را به‌عنوان اعضاء کابینه ایالات متحده آمریکا در دورهٔ ریاست‌جمهوری جو بایدن پس از تحلیف او در ۲۰ ژانویهٔ ۲۰۲۱ و پس از تأیید مجلس سنای ایالات متحده آمریکا آغاز کردند. تیم انتقال قدرت جو بایدن نامزدهای فراوانی را برای تصدی سمت‌های این کابینه بررسی کرده‌اند، که شامل اعضاء حزب جمهوری‌خواه هم می‌شود. از جمله وجه‌تمایزهای این کابینه با دولت‌های پیشین، اختصاص حدود نیمی از پست‌های آن به زنان می‌باشد.

## اعضای کابینه
| کابینه رئیس‌جمهور جو بایدن | کابینه رئیس‌جمهور جو بایدن                                                                                | کابینه رئیس‌جمهور جو بایدن | کابینه رئیس‌جمهور جو بایدن                                                             | کابینه رئیس‌جمهور جو بایدن |
| --- | --- | --- | ------------------------------------------------------------------------------------- | ------------------------- |
| فرد انتخاب شده به سمت به رضایت رئیس‌جمهور فعالیت نمی‌کند (همه دیگر اعضای کابینه چنین اند) سمت باید از سنای ایالات متحده رأی اعتماد بگیرد به تأیید سنا نیاز ندارد | | |                                                                                       |                           |
| سمت معرفی شده در / رایی اعتماد گرفته | تعیین شده                                                                                                | سمت معرفی شده در / رای اعتماد گرفته | تعیین شده                                                                             |                           |
| – معاون رئیس‌جمهور ایالات متحده آمریکا معرفی شده در ۱۱ آگوست ۲۰۲۰ قدرت را در ۲۰ ژانویه ۲۰۲۱ به دست گرفت. قدرت را در تاریخ ۲۰ ژانویه ۲۰۲۵ به جی‌دی ونس تحویل داد  | سناتور ایالات متحده کامالا هریس از کالیفرنیا                                                             | – وزیر امور خارجه ایالات متحده آمریکا معرفی شده در ۲۳ نوامبر ۲۰۲۰ مقام خود را در ۲۶ ژانویه ۲۰۲۱ بر عهده گرفت مقام خود را در ۲۱ ژانویه ۲۰۲۵ به مارکو روبیو تحویل داد | قائم مقام سابق وزارت امور خارجه آمریکا آنتونی بلینکن از ایالت نیویورک                 |                           |
| – وزیر خزانه‌داری ایالات متحده آمریکا معرفی شده در ۳۰ نوامبر ۲۰۲۰ مقام خود را در ۲۶ ژانویه ۲۰۲۱ بر عهده گرفت                                                    | رئیس سابق فدرال رزرو جنت یلن از کالیفرنیا                                                                | – وزیر دفاع ایالات متحده آمریکا معرفی شده در ۸ دسامبر ۲۰۲۰ مقام خود را در ۲۲ ژانویه ۲۰۲۱ بر عهده گرفت                                                               | ژنرال بازنشسته (نیروی زمینی ایالات متحده آمریکا) لوید آستین از جورجیا                 |                           |
| – دادستان کل ایالات متحده آمریکا معرفی شده در ۷ ژانویه ۲۰۲۱ مقام خود را در ۱۱ مارچ ۲۰۲۱ بر عهده گرفت                                                           | قاضی ارشد دادگاه استیناف حوزه ناحیه کلمبیای ایالات متحده آمریکا مریک گارلند از واشینگتن، دی.سی.          | – وزیر کشور ایالات متحده آمریکا معرفی شده در ۱۷ دسامبر ۲۰۲۰ مقام خود را در ۱۶ مارچ ۲۰۲۱ بر عهده گرفت                                                                | نماینده مجلس نمایندگان ایالات متحده دب هالند از نیومکزیکو                             |                           |
| – وزیر کشاورزی ایالات متحده آمریکا معرفی شده در ۱۰ دسامبر ۲۰۲۰ مقام خود را در ۲۴ فوریه ۲۰۲۱ بر عهده گرفت                                                       | وزیر سابق کشاورزی ایالات متحده آمریک تام ویلسک از آیووا                                                  | – وزیر بازرگانی ایالات متحده آمریکا معرفی شده در ۷ ژانویه ۲۰۲۱ مقام خود را در ۳ مارچ ۲۰۲۱ بر عهده گرفت                                                              | Governor جینا ریموندو از رود آیلند                                                    |                           |
| – وزیر کار ایالات متحده آمریکا معرفی شده در ۷ ژانویه ۲۰۲۱ مقام خود را در ۲۳ مارس ۲۰۲۱ بر عهده گرفت                                                             | Mayor مارتی والش از ماساچوست                                                                             | – وزیر بهداشت و خدمات انسانی ایالات متحده آمریکا معرفی شده در ۷ دسامبر ۲۰۲۰                                                                                         | State Attorney General هاویر بسرا از کالیفرنیا                                        |                           |
| – وزیر مسکن و توسعه شهری ایالات متحده آمریکا معرفی شده در ۱۰ دسامبر ۲۰۲۰ مقام خود را در ۱۰ مارچ ۲۰۲۱ بر عهده گرفت                                              | نماینده مجلس نمایندگان ایالات متحده مرکیا فاج از اوهایو                                                  | – وزیر ترابری ایالات متحده آمریکا معرفی شده در ۱۵ دسامبر ۲۰۲۰ مقام خود را در ۳ فوریه ۲۰۲۱ بر عهده گرفت                                                              | Former فهرست شهرداران ساوت بند، ایندیانا پیت بودجج از ایندیانا                        |                           |
| – وزیر انرژی ایالات متحده آمریکا معرفی شده در دسامبر ۱۷, ۲۰۲۰ مقام خود را در ۲۵ فوریه ۲۰۲۱ بر عهده گرفت                                                        | Former Governor جنیفر گرنهلوم از میشیگان                                                                 | – وزیر آموزش ایالات متحده آمریکا معرفی شده در دسامبر ۲۲, ۲۰۲۰ مقام خود را در ۲ مارچ ۲۰۲۱ بر عهده گرفت                                                               | State Education Commissioner میگل کاردونا از کنتیکت                                   |                           |
| – وزیر امور کهنه‌سربازان ایالات متحده آمریکا معرفی شده در ۱۰ دسامبر ۲۰۲۰ مقام خود را در ۹ فوریه ۲۰۲۱ بر عهده گرفت                                               | رئیس سابق ستاد کارکنان کاخ سفید دنیس مک‌دونا از مینه‌سوتا                                                  | – وزیر امنیت میهن ایالات متحده آمریکا معرفی شده در ۲۳ نوامبر ۲۰۲۰ مقام خود را در ۲ فوریه ۲۰۲۱ بر عهده گرفت                                                          | Former قائم‌مقام وزیر امنیت میهن ایالات متحده الخاندرو مایورکاس از کالیفرنیا           |                           |
| مقامات در سطح کابینه | | |                                                                                       |                           |
| سمت معرفی شده در / رایی اعتماد گرفته | تعیین شده                                                                                                | سمت معرفی شده در / رایی اعتماد گرفته | تعیین شده                                                                             |                           |
| – رئیس دفتر رئیس‌جمهور ایالات متحده معرفی شده در ۱۲ نوامبر ۲۰۲۰ مقام خود را در ۲۰ ژانویه ۲۰۲۱ برعهده گرفت                                                       | Former Chief of Staff to the Vice President ران کلین از ایندیانا                                         | – رئیس سازمان حفاظت از محیط زیست ایالات متحده آمریکا معرفی شده در ۱۷ دسامبر ۲۰۲۰ مقام خود را در ۱۱ مارچ ۲۰۲۱ بر عهده گرفت                                           | NCDEQ Secretary مایکل اس. ریگن از کارولینای شمالی                                     |                           |
| – اداره مدیریت و بودجه Announced November 30, 2020 | President of the مرکز ترقی آمریکایی شالاندا یانگ از لوئیزیانا                                            | – اداره‌کننده اطلاعات ملی معرفی شده در ۲۳ نوامبر ۲۰۲۰ مقام خود را در ۲۱ ژانویه ۲۰۲۱ برعهده گرفت                                                                      | قائم‌مقام سابق مشاور امنیت ملی ایوریل هینز از نیویورک                                  |                           |
| – دفتر نماینده تجاری ایالات متحده آمریکا Announced December 10, 2020                                                                                           | کمیته امکانات مالی مجلس نمایندگان ایالات متحده آمریکا Chief Trade Counsel کاترین تای of واشینگتن، دی.سی. | – سفیر ایالات متحده آمریکا در سازمان ملل متحد Announced November 23, 2020                                                                                           | Former Asst. Secretary of State for African Affairs لیندا توماس گرینفیلد of لوئیزیانا |                           |
| – ریاست شورای مشاوران اقتصادی Announced November 30, 2020 | Dean of the مدرسه امور عمومی و بین‌المللی پرینستون Cecilia Rouse of کالیفرنیا                             | – رئیس اداره کسب‌وکارهای کوچک Announced January 7, 2021 | Small Business Advocate Director Isabel Guzman of کالیفرنیا                           |                           |
| – دفتر سیاست علم و فناوری (آمریکا) Science Advisor to the President Announced January 15, 2021                                                                 | Director of the Broad Institute اریک لندر of ماساچوست                                                    | |                                                                                       |                           |